# Bóng rổ tại Đại hội Thể thao Đông Nam Á 2001
Bóng rổ tại Đại hội Thể thao Đông Nam Á năm 2001 được tổ chức từ ngày 9 đến ngày 16 tháng 9 tại nhà thi đấu của Liên đoàn Bóng rổ Malaysia, Kuala Lumpur. Chương trình thi đấu bao gồm hai nội dung thi đấu dành cho nam và nữ theo thể thức vòng tròn tính điểm.
Đội tuyển nam Philippines đã toàn thắng tất cả các lượt trận trên hành trình giành chức vô địch bóng rổ nam lần thứ mười hai tại Đại hội Thể thao Đông Nam Á, đồng thời đánh dấu danh hiệu thứ sáu liên tiếp kể từ kỳ đại hội năm 1991. Đáng chú ý, chính tại địa điểm thi đấu này – nơi tổ chức nội dung bóng rổ của SEA Games 2001 – cũng là nơi mà Philippines từng đánh mất ngôi vô địch khu vực khi để thua đội chủ nhà tại SEA Games 1989. Ở nội dung nữ, đội tuyển Malaysia bảo vệ thành công danh hiệu đã giành được từ kỳ đại hội năm 1997, qua đó hoàn tất lần đăng quang thứ hai liên tiếp và là danh hiệu thứ mười trong lịch sử, sau chiến thắng sít sao 71–70 trước Thái Lan trong trận đấu then chốt.

## Giải đấu nam

### Quốc gia tham dự
- Indonesia
- Malaysia
- Philippines
- Singapore
- Thái Lan
- Việt Nam

### Kết quả
| Đội tuyển   | Điểm | T | B | ĐT  | ĐB  | HS   |
| ----------- | ---- | - | - | --- | --- | ---- |
| Philippines | 10   | 5 | 0 | 470 | 297 | +151 |
| Indonesia   | 9    | 4 | 1 | 319 | 346 | –27  |
| Malaysia    | 8    | 3 | 2 | 133 | 159 | –26  |
| Thái Lan    | 7    | 2 | 3 | 152 | 185 | –33  |
| Singapore   | 4    | 1 | 4 | 59  | 83  | –24  |
| Việt Nam    | 3    | 0 | 5 | 113 | 176 | –63  |

| 9 tháng 9 năm 2001 16:00 |  | Thái Lan | 99–75 | Singapore |  | MABA Stadium, Kuala Lumpur |

| 9 tháng 9 năm 2001 20:00 |  | Malaysia | 101–40 | Việt Nam |  | MABA Stadium, Kuala Lumpur |

| 10 tháng 9 năm 2001 16:00 | Box Scores | Indonesia                                | 74–112 | Philippines      |  | MABA Stadium, Kuala Lumpur |
| 10 tháng 9 năm 2001 16:00 | Box Scores | Điểm mỗi set: 15–31, 17–28, 25–24, 17–29 |        |                  |  | MABA Stadium, Kuala Lumpur |
| 10 tháng 9 năm 2001 16:00 | Box Scores | Điểm: Cokorda, Sudiadnyana 12            |        | Điểm: Adducul 20 |  | MABA Stadium, Kuala Lumpur |

| 10 tháng 9 năm 2001 20:00 |  | Singapore | 68–74 | Malaysia |  | MABA Stadium, Kuala Lumpur |

| 11 tháng 9 năm 2001 16:00 | Box Scores | Philippines                              | 100–40 | Việt Nam       |  | MABA Stadium, Kuala Lumpur |
| 11 tháng 9 năm 2001 16:00 | Box Scores | Điểm mỗi set: 15–31, 17–28, 25–24, 17–29 |        |                |  | MABA Stadium, Kuala Lumpur |
| 11 tháng 9 năm 2001 16:00 | Box Scores | Điểm: dela Rosa 17                       |        | Điểm: Khang 10 |  | MABA Stadium, Kuala Lumpur |

| 11 tháng 9 năm 2001 20:00 | Report | Thái Lan | 87–91 | Indonesia |  | MABA Stadium, Kuala Lumpur |

| 12 tháng 9 năm 2001 20:00 | Report | Indonesia | 78–74 | Malaysia |  | MABA Stadium, Kuala Lumpur |

| 13 tháng 9 năm 2001 16:00 |  | Singapore | 87–62 | Việt Nam |  | MABA Stadium, Kuala Lumpur |

| 13 tháng 9 năm 2001 20:00 | Report | Philippines | 94–65 | Thái Lan |  | MABA Stadium, Kuala Lumpur |

| 14 tháng 9 năm 2001 16:00 |  | Indonesia | 92–67 | Singapore |  | MABA Stadium, Kuala Lumpur |

| 14 tháng 9 năm 2001 20:00 |  | Thái Lan | 76–77 | Malaysia |  | MABA Stadium, Kuala Lumpur |

| 15 tháng 9 năm 2001 16:00 |  | Việt Nam | 56–63 | Thái Lan |  | MABA Stadium, Kuala Lumpur |

| 15 tháng 9 năm 2001 20:00 | Report | Philippines | 83–59 | Singapore |  | MABA Stadium, Kuala Lumpur |

| 16 tháng 9 năm 2001 16:00 | Report | Indonesia | 76–73 | Việt Nam |  | MABA Stadium, Kuala Lumpur |

| 16 tháng 9 năm 2001 18:00 | Report | Malaysia | 59–81 | Philippines |  | MABA Stadium, Kuala Lumpur |

## Giải đấu nữ

### Quốc gia tham dự
- Indonesia
- Malaysia
- Philippines
- Thái Lan
- Việt Nam

### Kết quả
| Đội tuyển   | Điểm | W | L | ĐT  | ĐB  | HS   |
| ----------- | ---- | - | - | --- | --- | ---- |
| Malaysia    | 8    | 4 | 0 | 319 | 236 | +83  |
| Thái Lan    | 7    | 3 | 1 | 363 | 263 | +100 |
| Philippines | 6    | 2 | 2 | 333 | 249 | +84  |
| Indonesia   | 5    | 1 | 3 | 276 | 317 | –41  |
| Việt Nam    | 4    | 0 | 4 | 200 | 426 | –226 |

| 9 tháng 9 năm 2001 18:00 |  | Philippines | 124–57 | Việt Nam |  | MABA Stadium, Kuala Lumpur |

| 10 tháng 9 năm 2001 18:00 |  | Thái Lan | 95–71 | Indonesia |  | MABA Stadium, Kuala Lumpur |

| 11 tháng 9 năm 2001 18:00 |  | Indonesia | 61–96 | Malaysia |  | MABA Stadium, Kuala Lumpur |

| 12 tháng 9 năm 2001 16:00 |  | Philippines | W–L | Indonesia |  | MABA Stadium, Kuala Lumpur |

| 12 tháng 9 năm 2001 18:00 |  | Việt Nam | L–W | Thái Lan |  | MABA Stadium, Kuala Lumpur |

| 13 tháng 9 năm 2001 18:00 | Report | Malaysia | 74–70 | Philippines |  | MABA Stadium, Kuala Lumpur Trọng tài: Kamen Toshev (BUL), Huang Chao-her (TPE) |

| 14 tháng 9 năm 2001 18:00 |  | Indonesia | 103–48 | Việt Nam |  | MABA Stadium, Kuala Lumpur |

| 15 tháng 9 năm 2001 14:00 |  | Thái Lan | 77–61 | Philippines |  | MABA Stadium, Kuala Lumpur |

| 15 tháng 9 năm 2001 18:00 |  | Việt Nam | 35–78 | Malaysia |  | MABA Stadium, Kuala Lumpur |

| 16 tháng 9 năm 2001 20:00 |  | Malaysia | 71–70 | Thái Lan |  | MABA Stadium, Kuala Lumpur |